# طاقة اوروبا الحيوية
طاقة أوروبا الحيوية، هي جمعية تجارية أوروبية مفتوحة لجمعيات الكتلة الحيوية الوطنية وشركات الطاقة الحيوية النشطة في أوروبا.تأسست في عام 1990 تحت قيادة العضو الفرنسي ميشيل سوبليت والتي تهدف إلى تعزيز إنتاج الطاقة من الكتلة الحيوية - بجميع أشكالها: الطاقة الحيوية، والحرارة الحيوية، أو الوقود الحيوي للنقل. طاقة أوروبا الحيوية هي منظمة شاملة لمجلس الكريات الأوروبي،  والمجلس الدولي لتكرير الكتلة الحيوية.
تمتلك طاقة أوروبا الحيوية شهادتين دوليتين للوقود الخشبي.إن بلس ®، التي تصادق على جودة حبيبات الخشب  وقود شيبس®، بهدف ضمان جودة رقائق الخشب ووقود الخنازير.

## الحكم
بصفته اتحادًا تجاريًا أوروبيًا، يتم ضمان إدارة طاقة أوروبا الحيوية من قبل أعضائه (انظر القائمة أدناه) ويتم تنظيمه حول الجمعية العامة ومجلس الإدارة والمجموعات الأساسية التي تقرر التوجهات الاستراتيجية والخطوط السياسية للمنظمة بناءً على نصائح مجموعات العمل والأمانة العامة لطاقة أوروبا الحيوية.

## روابط خارجية
- موقع ويب الطاقة الحيوية في أوروبا
- موقع EPC
- موقع IBTC
- موقع ENplus